# Icelandic Modern Media Initiative
Icelandic Modern Media Initiative (IMMI) är en lag avsedd att skapa en stödjande och attraktiv jurisdiktion för publicering av undersökande journalistik som antogs enhälligt av det isländska parlamentet den 15 juni 2010.

## Historik
Den 18 februari 2010 blev projektet en parlamentarisk proposition i det isländska parlamentet, hävdande att Island med den "starkt positionerar sig legalt rörande skyddet av yttrande- och informationsfrihet". Den 15 juni 2010 röstades förslaget enhälligt igenom.  

## Laginnehåll
Propositionen innehöll
- En "ultramodern" tryckfrihetsförordning, baserad på 2009 års rekommendationer från Europarådet och OAS såväl som moderna element från tryckfrihetsförordningar i Estland, Skottland, Storbritannien och Norge samt Århuskonventionen.
- Visselblåsare-skydd: Skydd för de som stiger fram för att avslöja viktiga angelägenheter i det allmännas intresse, baserat på den amerikanska False Claims Act samt den amerikanska militärens Whistleblowers Act.
- Källskydd: Skydd för anonyma källor som försöker kommunicera med det allmänna efter att ha blivit lovade konfidentialitet från en journalist eller medieorganisation. Baserad på ny EES-lagstiftning.
- Kommunikationsskydd mellan källa och journalist: Skydd för kommunikationen mellan en anonym källa och en medieorganisation samt internt inom en medieorganisation före publikation. Baserat på den belgiska källskyddslagen från 2005.
- Begränsat förhandstvång: Förhandstvång är ett tvång på en publicist, från en myndighet, eller genom det lagliga systemet för att förhindra publicering av specifika ämnen. Den isländska grundlagen erbjuder idag yttrandefrihet, men kräver några modifieringar för att reducera risken för förhandstvång.
- Mellanhandsskydd för internetleverantörer: Immunitet för mere conduits, ISPer och telekommunikationsbolag.
- Skydd från "ärekränkningsturism" och andra extraordinära juridiska missbruk: Ignorerande av utrikes bedömningar som strider mot den isländska yttrandefrihetsförordningen och möjlighet att göra motkrav på Island mot en part som försöker stävja isländska yttrandefriheter. Inspirerad av lagstiftning i delstaterna New York och Florida samt föreslagen lagstiftning på andra orter.
- Författning rörande publikationsbegränsningar: Nya utslag i Europa vidhåller, rörande publiceringar på internet, att varje sidvisning är en ny publikation oberoende av hur länge det gått sedan materialet gavs ut första gången. Detta har resulterat i ett tyst borttagande av undersökande journalistiska reportage, inkluderande sådana äldre än fem år, från The Guardian och andra större tidningars nätnyhetsarkiv.
- Processkydd: Majoriteten av rättsliga processer rörande publicering förlikas innan det sista utslaget. Härav måste rättsprocessen själv garantera att den inte används för att undertrycka tal genom ojämlik tillgång till rättvisa, stämningar eller annan tillfällig handling. Processkydd tillåter en domare att deklarera ärendet yttrandefrihetsrelaterat och därmed aktivera skydd för att motverka sådana missbruk.
- Virtuellt begränsade ansvarssällskap: Baserat på lagstiftning från delstaten Vermont.

## Stöd
IMMI-projektet organiserades gemensamt av flera organisationer samt medlemmar av det isländska parlamentet. Projektets principiella endossenter var Eva Joly, Index on Censorship, Icelandic Digital Freedoms Society, Wikileaks samt diverse isländska parlamentariker såsom Birgitta Jónsdóttir och Róbert Marshall. Projektet har också haft allmänt stöd från diverse organisationer såsom Global Voices, La Quadrature du Net och Free Knowledge Institute.